# Alain Huby
Pour les articles homonymes, voir Huby.
Alain Huby (né le 14 avril 1944 à Pontivy dans le Morbihan) est un coureur cycliste français, actif des années 1960 à 1980.

## Biographie
Alain Huby a couru sous le statut d'indépendant et amateur hors catégorie,. Il a notamment remporté l'Essor breton, le Circuit du Morbihan ou encore un titre de champion de France des comités. En 1969, il participe au Grand Prix du Midi libre, où il se distingue en terminant quatrième et septième d'étapes.

## Palmarès
- 1965
  - Essor breton :
    - Classement général
    - 3e étape
- 1972
  -  Champion de France du contre-la-montre par équipes[n 2]
  - 3e du championnat de Bretagne
- 1973
  - 2e du championnat de Bretagne
- 1975
  - 4e étape du Tour d'Émeraude
  - 2e de Manche-Atlantique
- 1977
  - Circuit du Morbihan
  - 4e étape du Tour d'Émeraude
- 1978
  - 2e étape du Tour d'Armor
- 1980
  - 1re étape du Tour d'Émeraude